# Takeda Sōkaku
Takeda Sokaku, 武田惣角 (Aizu, 10 ottobre 1859 – 25 aprile 1943), è stato un artista marziale giapponese.

## La giovinezza
Seguì gli insegnamenti paterni di Kenjutsu, Bōjutsu e soprattutto Daito Ryu, mentre studiava anche Ono-ha Itto-ryu al dojo Yokikan con Shibuya Toda.
All'interno della famiglia Takeda, si tramandava infatti da secoli un'arte marziale riservata ai componenti del clan, che si dice fosse stata fondata dal principe Teijun nel IX secolo, e poi trasmessa via via alle famiglie Tsunamoto e poi Minamoto, famiglia da cui provennero per secoli gli Shōgun, detentori del potere temporale in Giappone.
A partire dal XII secolo, il principe Saburo Yoshimitsu Minamoto avrebbe chiamato la scuola Daito-ryu, od anche Aiki-jutsu. Attraverso i Takeda, ramo cadetto dei Minamoto, l'arte marziale si era trasmessa fino a quei tempi, conosciuta in epoca tarda anche come Aiki In Yo Ho, metodo Yin e Yang dell'Aiki.
Dal 1873, sotto la guida di Sasakibara Kenkichi, Takeda Sokaku, oltre ad immergersi nello studio del Jikishinkage ryu, incontrò molti dei più grandi maestri di spada dell'epoca, membri del Kobusho (la scuola ufficiale di arti marziali dello shogunato Tokugawa).
Padroneggiò un gran numero di tecniche e di armi, inclusi spada (Katana), bastone (Bō), bastone corto (Hankyu), armi da lancio (Shuriken) e lancia (Yari) in stile Hozoin-ryu.
Intraprese poi il suo Musha-shugyo, pellegrinaggio teso al miglioramento dell'arte marziale attraverso il confronto e lo scontro con altre scuole ed altri maestri, visitando numerosi Dojo, e mettendo alla prova e perfezionando le sue conoscenze marziali dovunque si recasse. Seguendo anche in questo il cammino di famiglia (suo padre Soyoshi era sacerdote presso un tempio), approfondì il suo retroterra spirituale attraverso costanti visite dedicate alla preghiera, alla devozione e alle pratiche ascetiche in santuari come l'Udomyojin in Kyushu, il Monte Futara in Nikkō, ed il Monte Haguro nella provincia di Dewa. Nel frattempo le sue conoscenze di spada erano divenute ineguagliate, e veniva temuto come "il piccolo Tengu di Aizu" (i tengu sono dei demoni dal lungo naso, rinomati anche per le loro abilità nelle arti marziali).
Nel 1875, dopo un infruttuoso tentativo di partecipare alla ribellione lanciata da Saigō Takamori in Satsuma contro le forze del nuovo regime Meiji, repressa prima che lui potesse varcare le linee, ritornò ad Osaka passando 10 anni come ospite nel dojo Kyoshin Meichi-ryu del maestro di spada Momonoi Shunzo.
Fu attraverso Chikamasa Saigo Tanomo, ex Consigliere Capo del dominio di Aizu (hittōgarō 筆頭家老), poi divenuto prete Shinto col nome di Hoshina Chikanori, che apprese l'Oshikiuchi.
Sokaku ricevette l'insegnamento nelle arti dell'Oshikuchi da Chikanori durante il suo apprendistato come sacerdote, che non ebbe però seguito, e ritornò più volte da allora a far visita al suo mentore. Sotto la guida di Chikanori, si dice che abbia perfezionato "miracolose" capacità di comprensione dei pensieri altrui, e che abbia afferrato ogni aspetto profondo dello
Oshikiuchi. Si dice sia stato Chikanori, al termine di un turbolento periodo della vita di Takeda Sokaku, a dargli l'ordine di deporre la spada e tornare allo studio del Daito-ryu, cosa che avvenne nel 1889, all'età di 40 anni, sotto la guida di Tozaemon Takeda, monaco presso il tempio di Reizan.

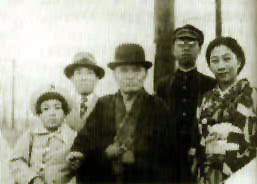
Sokaku, Sue, Tokimune

Il 12 maggio del 1898 Chikanori presentò a Takeda un singolare poema, trascrivendolo nel registro delle iscrizioni di Sokaku. Un'interpretazione delle parole di Chikanori è che stia paragonando il flusso di un fiume al flusso del tempo. Con l'inizio del periodo Meiji aveva avuto termine infatti l'età della spada, e qualunque fosse stato il grado di conoscenza di un uomo d'arme, egli non avrebbe più potuto lasciare alcun segno né raggiungere alcuna meta. Di conseguenza, era il momento di cercare e costruire la propria via attraverso il Jujutsu.

## La maturità e l'incontro con Morihei Ueshiba
Nel 1899 ricevette l'autorizzazione all'insegnamento, e poco tempo dopo decise di adottare ufficialmente l'antico nome di Daito-ryu. Da questo momento, Sokaku identificò sé stesso come un praticante sia di Daitō-Ryū Aikijūjutsu che di Onoha
Itto-ryu, e viaggiò attraverso il Giappone insegnando ambedue le arti per essere riconosciuto come il rianimatore (chuko-no-so) del Daito-ryu.
Uno dei suoi allievi, Jitsuhide Zaibu, divenne capo della polizia dell'isola di Hokkaidō, ed invitò il maestro a recarvisi per insegnare alle forze dell'ordine.
In Hokkaido risiedeva in quel tempo anche Morihei Ueshiba (il futuro fondatore dell'Aikidō), che aveva aderito al piano governativo di colonizzazione dell'arida e gelida isola del nord.
Ueshiba aveva iniziato la pratica delle arti marziali all'età di 15 anni nel 1898, seguendo gli insegnamenti della scuole del Tenshin Shinyo Ryu col Maestro Tokusaburo Tojawa, e poi, a partire dal 1902, della scuola del Yagyu Shinkage Ryu col Maestro Masakatsu Nakai. Le notizie del periodo successivo, relative alla sua permanenza nell'Esercito ed al suo temporaneo trasferimento a Tokyo, sono incerte. Fu dunque in Hokkaido, nella città di Kitami o forse a Shirataki, che si incontrarono per la prima volta Takeda Sokaku e Morihei Ueshiba.
Viene riportato un primo incontro risalente al 1911, ma dai registri della scuola Daito-Ryu in possesso di Tokimune Takeda risulta che Ueshiba ne divenne ufficialmente discepolo solo nel 1915, all'età di 32 anni.
In seguito Ueshiba ospitò spesso Sokaku nella sua casa di Shirataki per riceverne l'insegnamento. Era infatti costume di Takeda di non avere un Dojo fisso, ma di tenere un insegnamento itinerante, recandosi qua e là per corsi intensivi che duravano normalmente 10 giorni.
Quando alcuni anni dopo Ueshiba decise di abbandonare l'isola, lasciò la sua casa a Takeda, che continuò per molti anni a vivere in Hokkaido. Morihei Ueshiba ricevette nel 1922 da Takeda l'autorizzazione all'insegnamento del Daito-ryu, avendo ancora occasionali incontri con lui negli anni a seguire. Gli ultimi incontri tra i due personaggi sembrano risalire al 1931.
Takeda Sokaku non era fisicamente grosso – era alto non più di 150 centimetri – ma le sue tecniche di combattimento erano ritenute di un livello estremamente alto.
Tra i suoi studenti più conosciuti, oltre Morihei Ueshiba, vi fu anche Saigo Tsugumichi, il maestro di spada dello Hokushin Itto-Ryu Shimoe Idetaro, ad almeno altre trentamila persone: la firma con sigillo di ognuno di essi appare nel registro di iscrizione, ancora conservato ai nostri giorni. Il suo era un insegnamento di élite, riservato alle forze dell'ordine e ad alte personalità.
Takeda Sokaku si spense il 25 aprile del 1943, all'età di 83 anni, mentre era in viaggio per insegnare nella
prefettura di Aomori.